# Hutir, Șepetivka
Hutir (în ucraineană Хутір) este un sat în comuna Korciîk din raionul Șepetivka, regiunea Hmelnîțkîi, Ucraina.

## Demografie
Componența lingvistică a localității Hutir
     Ucraineană (98,52%)
     Rusă (1,08%)
     Alte limbi (0,13%)
Conform recensământului din 2001, majoritatea populației localității Hutir era vorbitoare de ucraineană (98,52%), existând în minoritate și vorbitori de rusă (1,08%).